# Flora und Vegetation Marokkos

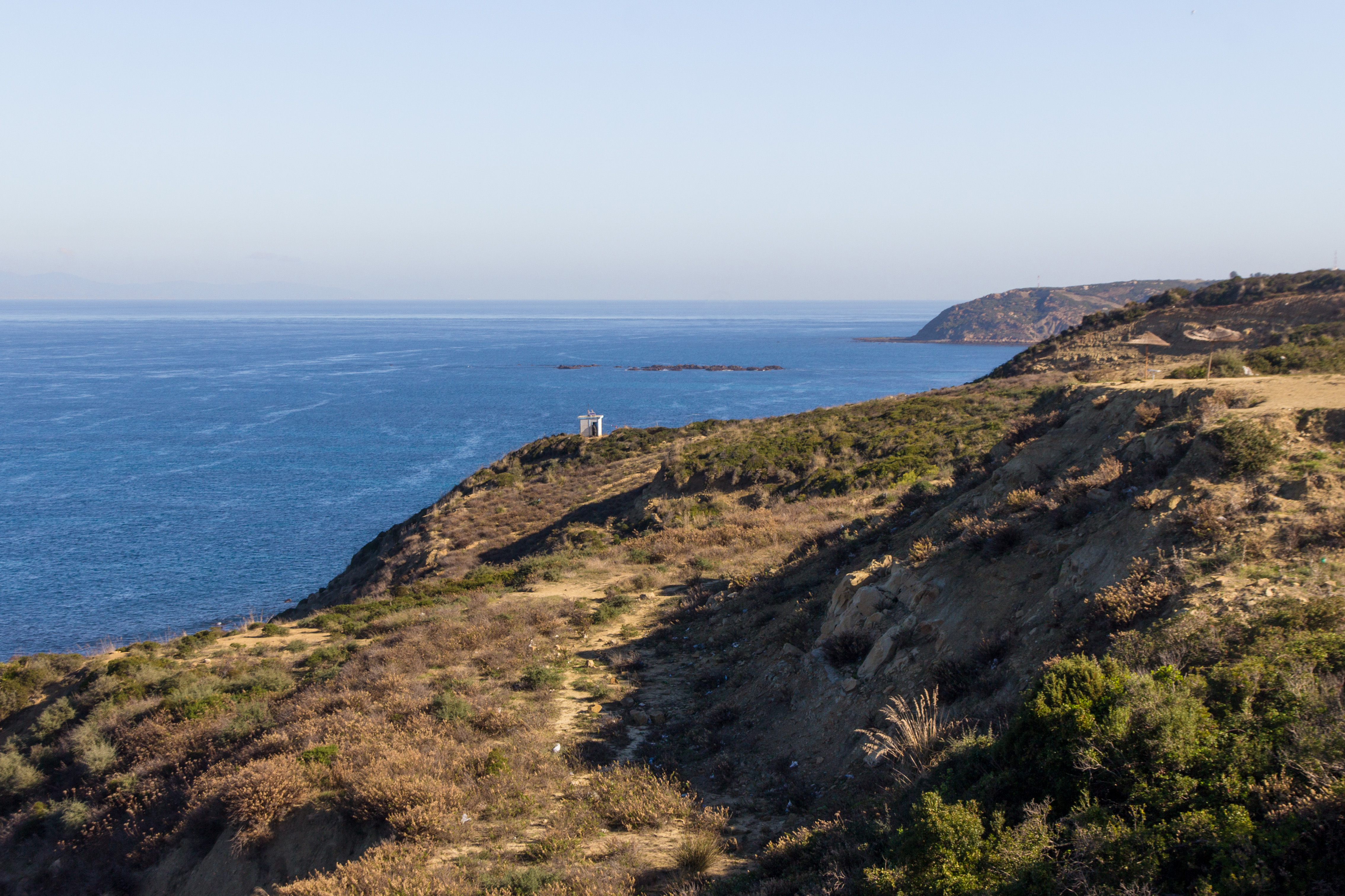
Küstenregion bei Tanger

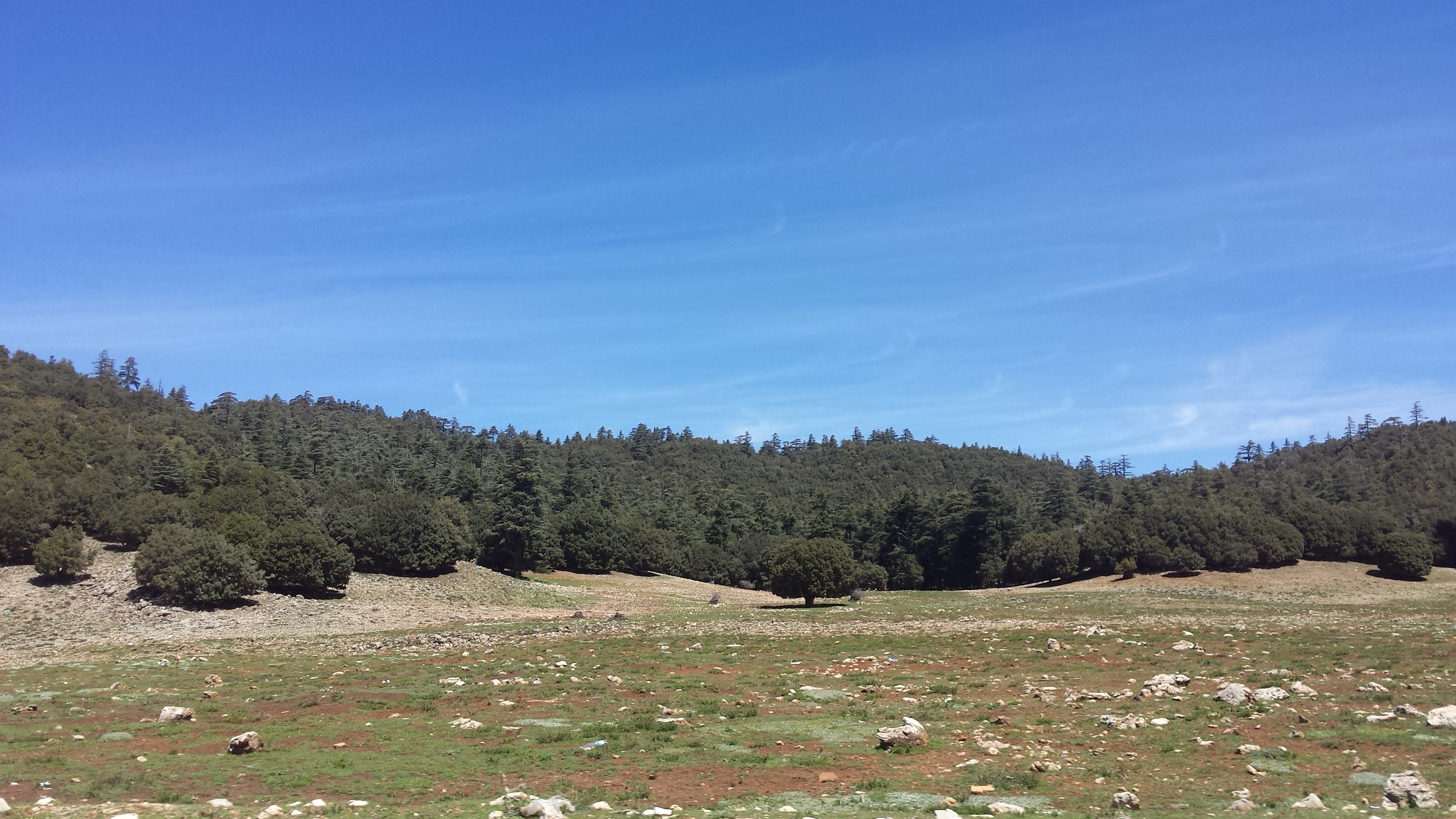
Zedernwald im Ifrane-Nationalpark

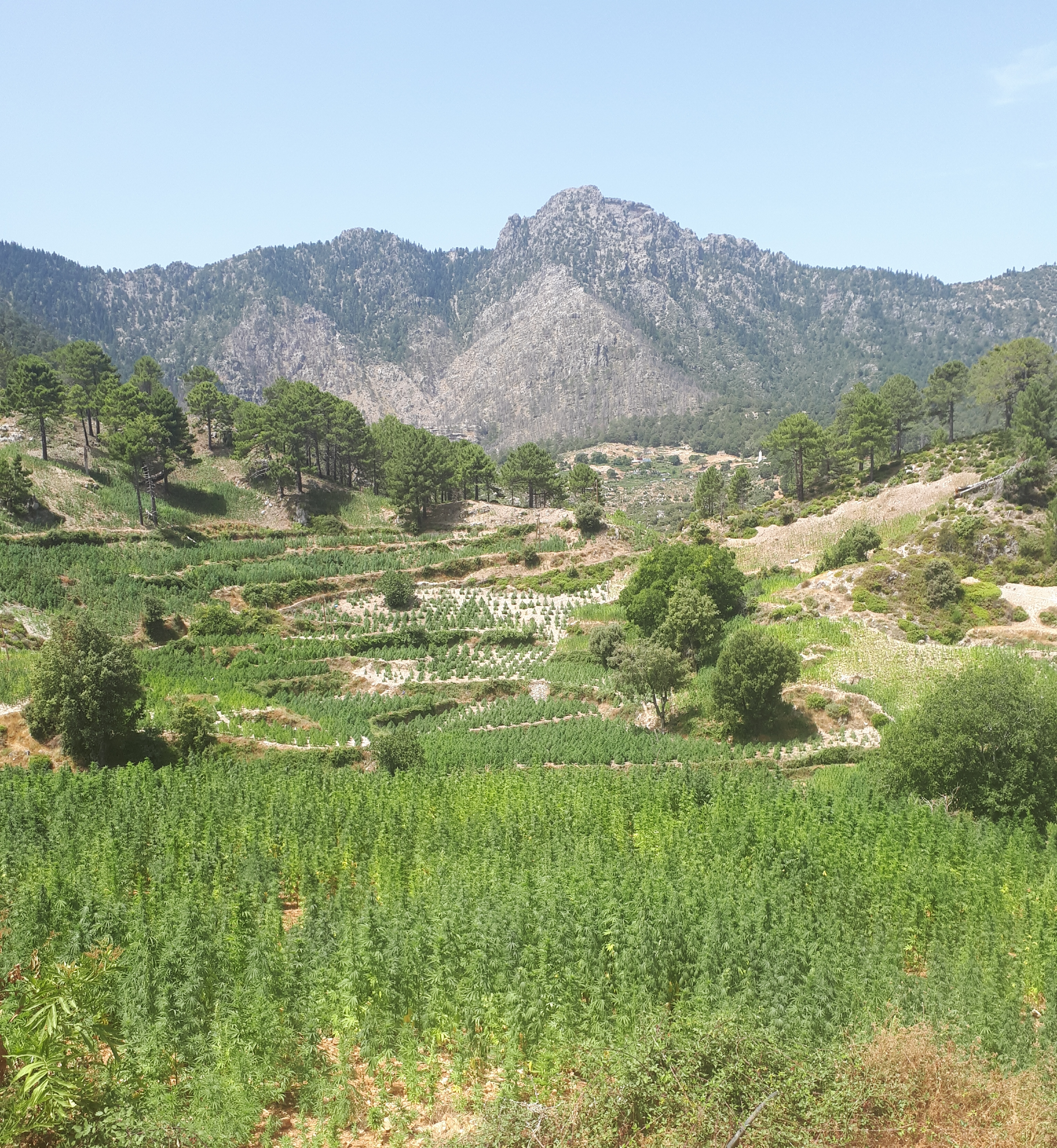
Subalpine Zone in Nordmarokko

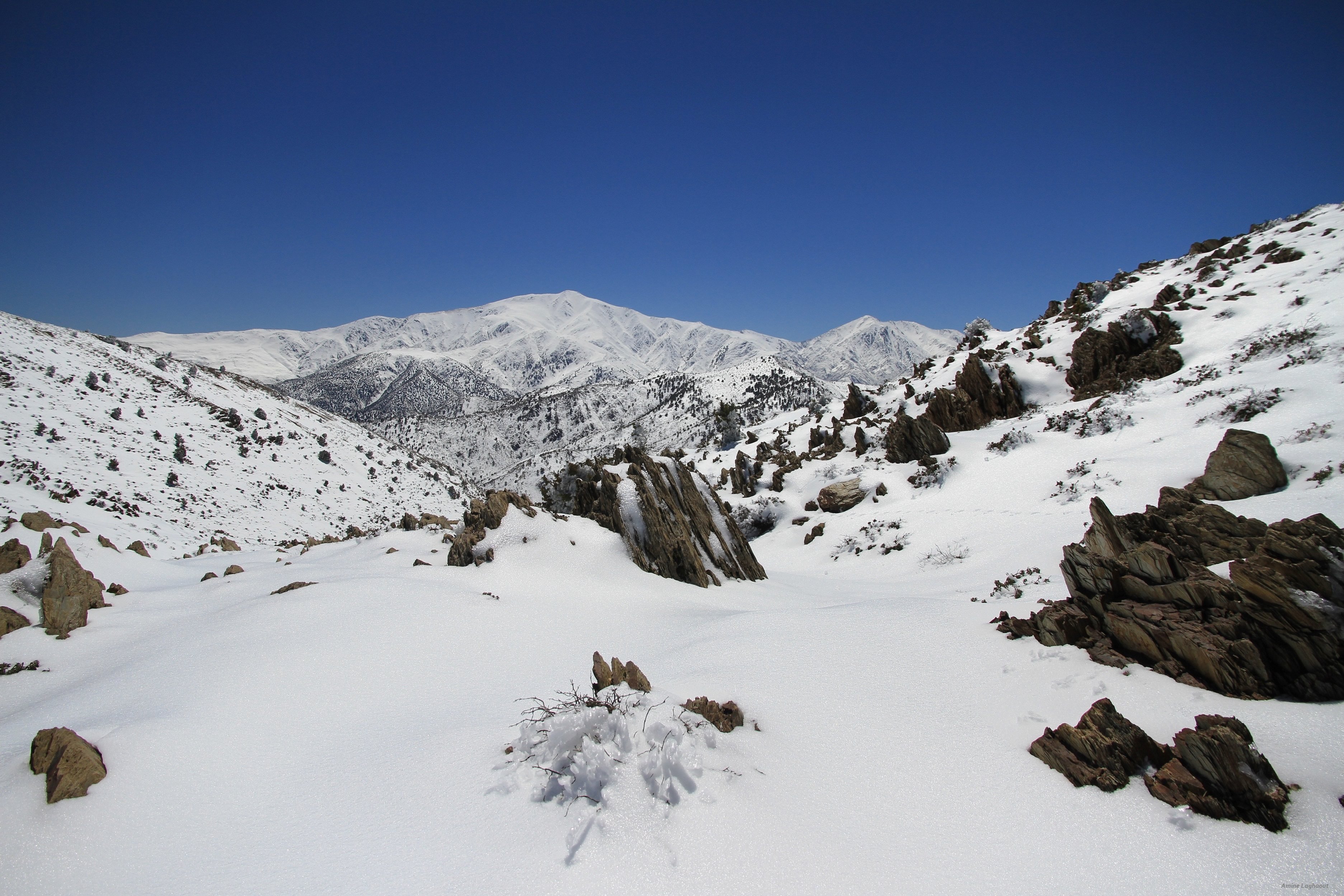
Alpine Zone

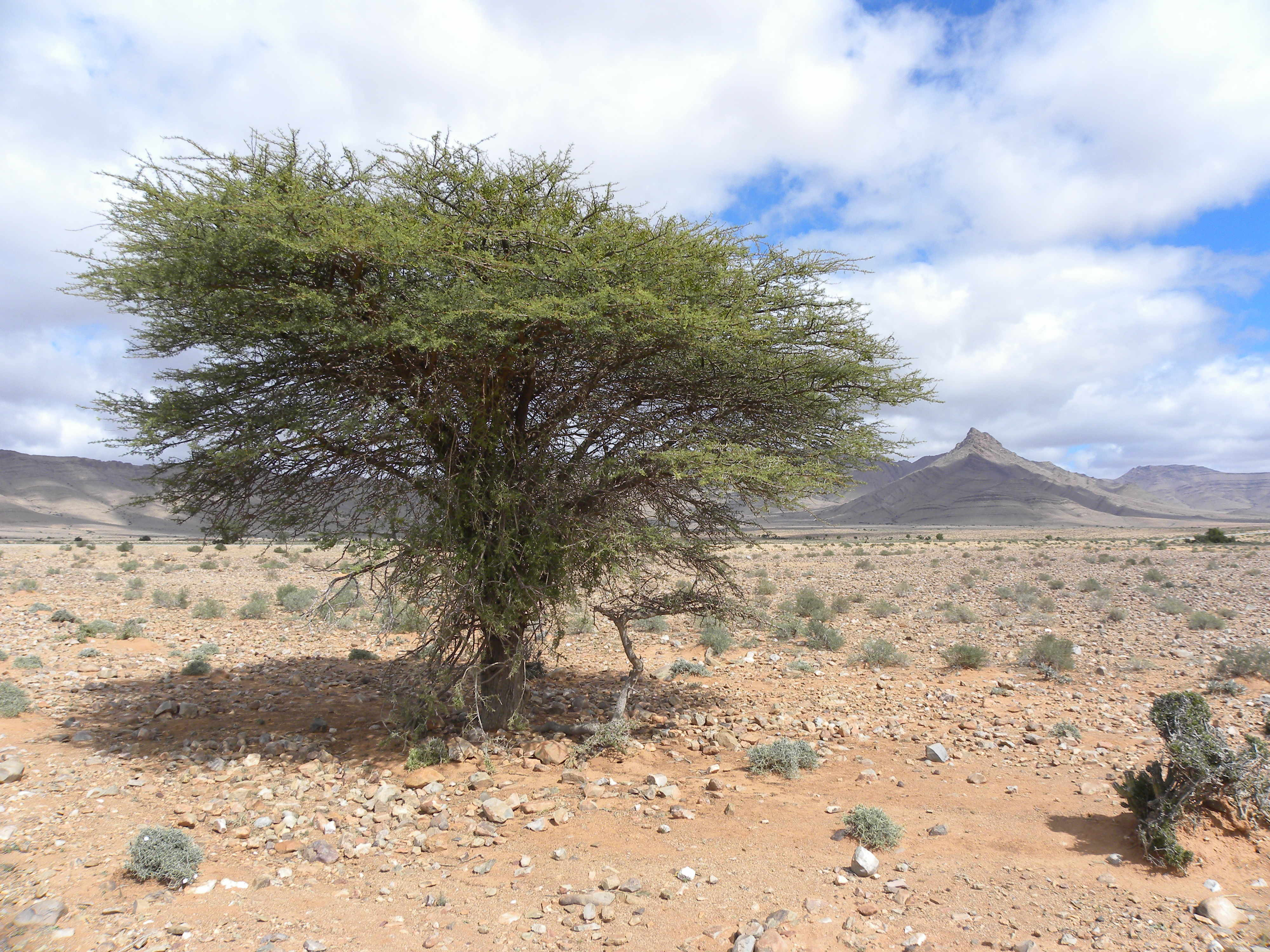
Acacia tortilis in der Halbwüste zwischen Guelmim und Assa

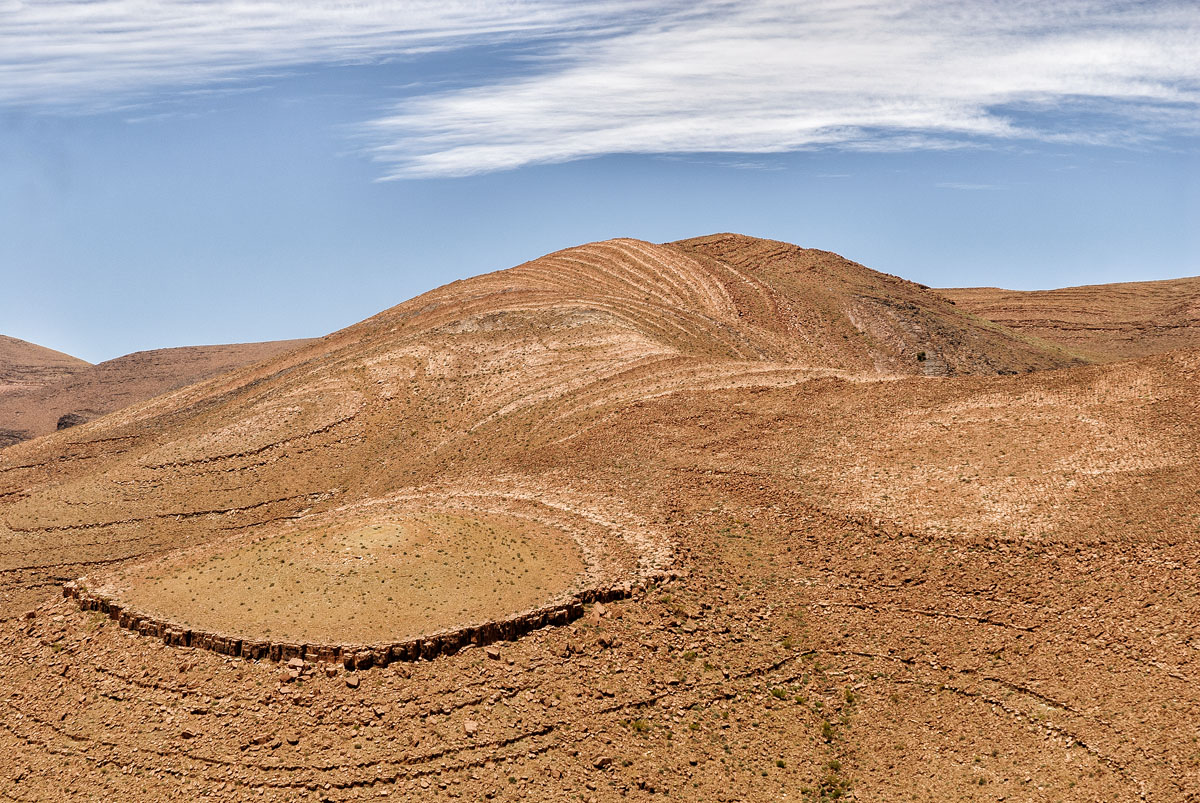
Djebel Sarho, Steinwüste

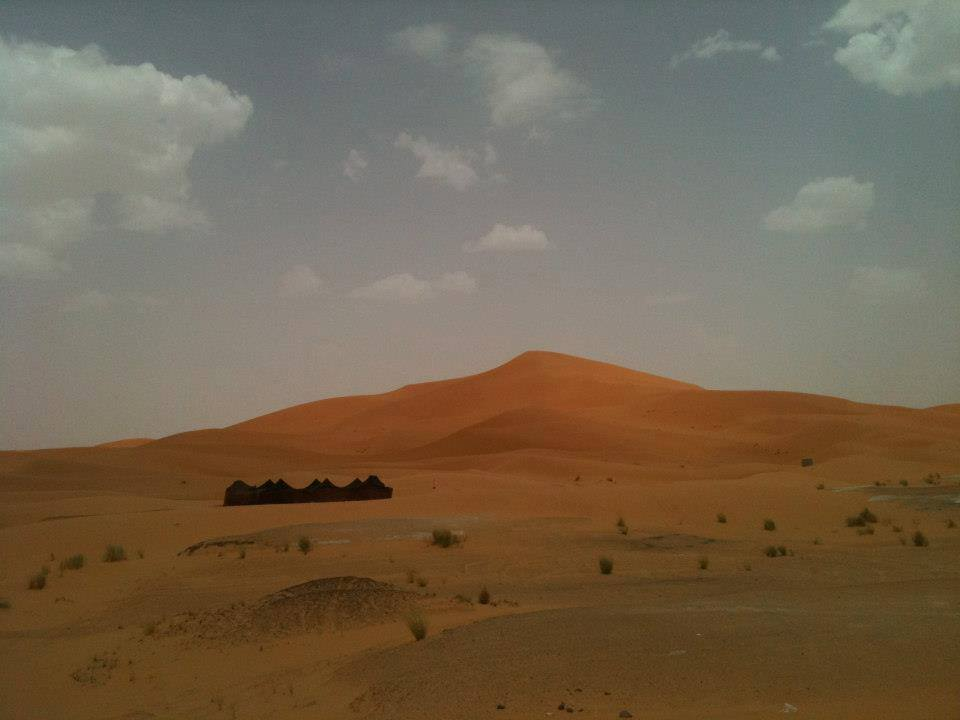
Sandwüste

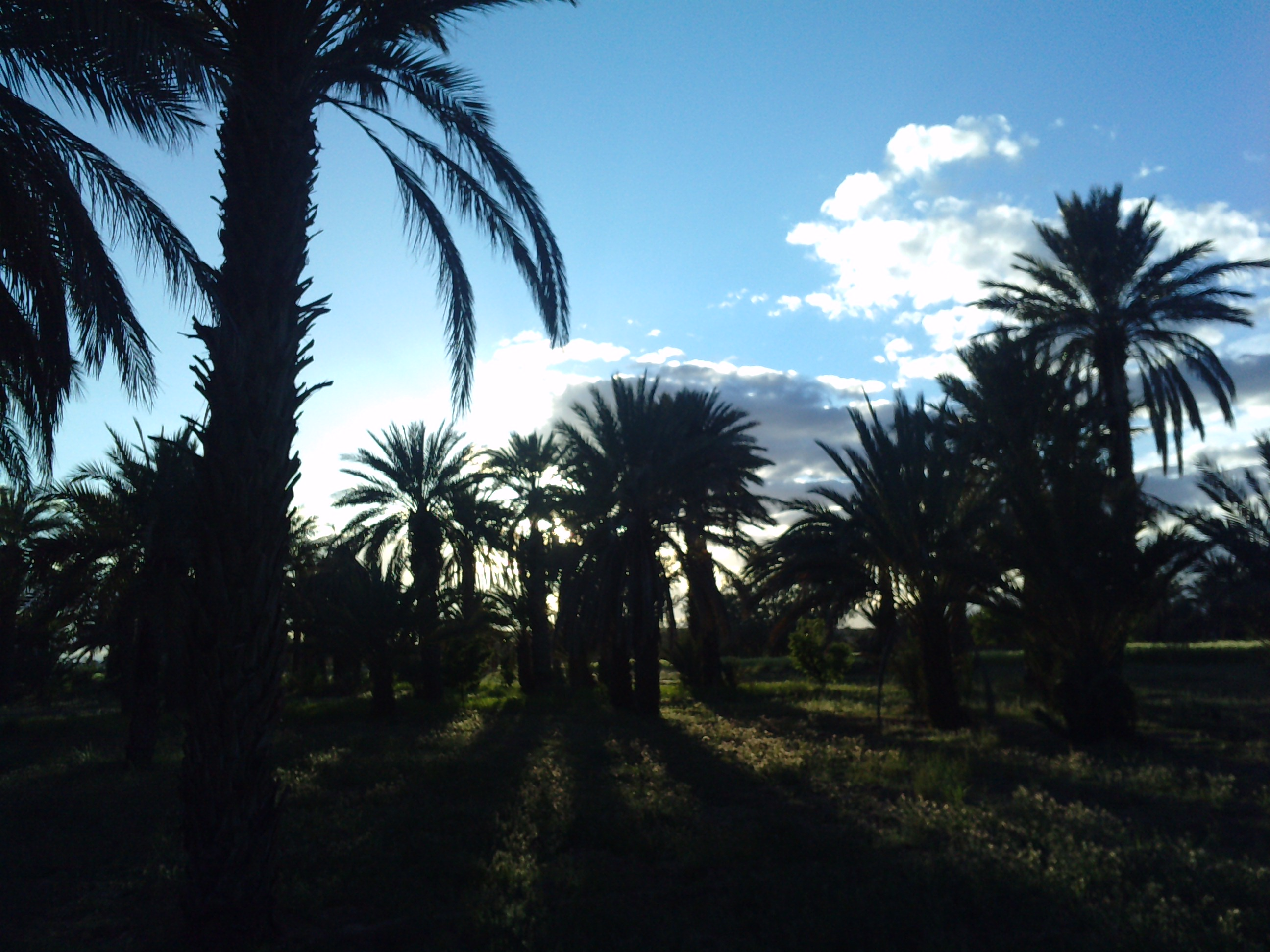
Oase Tafilalet in Marokko

Die Flora und Vegetation Marokkos zeichnet sich wegen der geografischen Lage des Landes am Mittelmeer, am Atlantik und am nördlichen Rand der Sahara sowie wegen seiner klimatischen und geologischen Bedingungen durch eine große Vielfalt von Arten aus.
Mehr als 223 Pflanzen- und Tierarten des Landes stehen inzwischen (Stand 2019) auf der Roten Liste gefährdeter Arten der Weltnaturschutzunion IUCN.

## Vegetationsgeographie
Das Land ist sehr abwechselungsreich gegliedert und umfasst Hochgebirge, Dornpolstervegetation, verschiedene Waldtypen, viele tausend Kilometer Küstenlinie, Trockengebiete bis hin zur Wüste. Auch biogeographisch verbindet es unterschiedliche holarktische wie auch tropische Einflüsse.
Es besteht aus acht phytogeographischen Zonen: Die mediterrane Zone (0–1000/1500 m), die Zedernzone (1000–2000 m), die subalpine Zone (2000–2500 m), die alpine Zone (ab 2500 m), Halbwüste, Steinwüste, Sandwüste, Oasen.
Klimatisch wird Marokko durch das Atlasgebirge in zwei verschiedene Regionen geteilt. Im trockenen Osten und Süden herrschen wüstenartige Bedingungen. Baumvegetation ist hier im Wesentlichen an grundwassernahe Bereiche gebunden. Am besten kommt Acacia tortilis mit der Trockenheit zurecht, die gebietsweise in Form isolierter Einzelbäume vorkommt.
Der wichtigste Baum der westlichen Atlas-Hänge ist die Steineiche (Quercus ilex ssp rotundifolia), die in den trockeneren mittleren und südlichen Abschnitten des Hohen Atlas oft reine Bestände bildet. Im feuchteren Norden, beginnend in der Kette des Jbel Ayachi in der Provinz Midelt über den Mittleren Atlas bis zum Rif, mischt sich in höheren Lagen Cedrus atlantica (Zeder) dazu. Ausgedehnte Zedernwälder gibt es insbesondere im Mittleren Atlas und im zentralen Rif. In den besonders humiden Bergen des westlichen Rif, deckungsgleich im Wesentlichen mit dem Thalassemtane Nationalpark (bei Chefchaouen) dominiert eine lokale Variante von Abies pinsapo (Spanische Tanne). Über kalkfreien Substraten bildet daneben Quercus suber (Korkeiche) oft große Bestände. Der bekannteste ist der Forêt de la Maamora bei Rabat. Trockenheitsresistenter als die Steineiche ist Tetraclinis articulata (Berberthuje, Cupressaceae). Sie bildet oft einen eigenen Vegetationsgürtel unter der Steineichenzone. Der Charakterbaum des Südens ist Argania spinosa (Sapotaceae), deren Verbreitungsgebiet südlich von Essaouira beginnt und bei Guelmim endet.

## Flora
Die Flora Marokkos besteht aus ca. 3942 Arten (4460 Taxa inklusive der Unterarten) von einheimischen oder dauerhaft eingebürgerten Gefäßpflanzen. Das ist zwar weniger als für die botanischen Hotspots Europas (Griechenland, Spanien) angegeben wird, aber klar mehr als in allen anderen Nordafrikanischen Staaten, die an das Mittelmeer angrenzen.
Die beiden Ursachen für diesen relativen Artenreichtum sind die privilegierte Lage Marokkos am vergleichsweise feuchten NW-Rand Afrikas sowie seine Hochgebirge.
Die Affinität zur Flora SW-Europas ist viel höher als zur ostmediterranen oder irano-turanischen Flora. Artenreichste Gattungen sind Ononis (Hauhechel) und Silene (Leimkraut) mit jeweils etwa 80 Arten und Unterarten.

### Endemische Flora
22 Prozent der vaskulären Pflanzen Marokkos sind endemisch. Die 879 endemischen Taxa sind untergliedert in 607 Arten und 272 Unterarten, in 55 Familien und 287 Gattungen, von denen jedoch nur zwei Familien mehr als 100 Taxa beinhalten. Auffallend reich an endemischen Arten sind die Gattungen Teucrium (Gamander), Linaria (Leinkraut), Fumaria (Erdrauch), Limonium (Strandflieder) und Sideritis (Gliedkraut). Zwiebelpflanzen der im ostmediterranen Gebiet so artenreich vertretenen Gattungen Fritillaria, Crocus, Colchicum oder Scilla erreichen Marokko nur mit vereinzelten Außenposten. In sehr reduzierter Weise wird ihre Position in Marokko von Arten der Gattungen Narcissus, Romulea oder Drimia eingenommen.
Silene und Teucrium zählen zu denen mit der höchsten Anzahl von endemischen Pflanzen mit je 27 bzw. 31 Taxa, gefolgt von der Ononis mit 22 endemischen Arten. Die Gattungen Centaurea, Fumaria, Rhodanthemum, Linaria, Thymus, Astragalus, Bupleurum und Limonium beinhalten zwischen 10 und 20 endemischen Taxa. Von den 13 endemischen Taxs in Morocco haben nur zehn eine einzige Art: Argyrocytisus (Fabaceae), Crambella (Brassicaceae), Feeria (Campanulaceae), Fezia (Brassicaceae), Hannonia (Asparagaceae), Hesperolaburnum (Fabaceae), Nivellea (Asteraceae), Sclerosciadium (Apiaceae), Roripella (Brassicaceae), Rytidocarpus (Brassicaceae) und Traganopsis (Amaranthaceae). Die endemische Gattung Aliella (Asteraceae) ist mit vier Taxa vertreten, Trachystoma (Brassicaceae) mit drei Taxa und Raffenaldia (Brassicaceae) mit zwei.

## Nutzung
Seit prähistorischen Zeiten wird die Flora von den Bewohnern Marokkos auf vielfältige Weise genutzt. Sie dient als Nahrung für Mensch und Vieh, als Baumaterial, Brennstoff, Farbstoff sowie zu medizinischen Zwecken. Als Heilpflanzen werden rund 570 Arten genutzt, sie machen rund 15 % der Flora Marokkos aus.
Die wichtigsten Pflanzen sind Asteraceae, Lamiaceae, Fabaceae, Poaceae, Apiaceae, Solanaceae und Brassicaceae. Die am häufigsten verwendeten Genera in der für die Medizin relevanten Flora Maroccos sind: Euphorbia (20 Spezies), Thymus (12 Spezies), Eucalyptus (11 Spezies), Astragalus (11 Spezies), Salvia (11 Spezies), Artemisia (8 Spezies) Rumex (9 Spezies), Citrus (9 Spezies), Diplotaxis (7 Spezies), Mentha (7 Spezies), Ranunculus (5 Spezies) und Calendula (5 Spezies). Verwendet werden außer Blättern und Samen auch Früchte und Blüten.
Der Export von Pflanzen für kosmetische und medizinische Zwecke ist ein wichtiger Wirtschaftszweig Marokkos.